# Johann Jenitz
Johann Jenitz (auch Hans; auch Johannes; * 1. Hälfte des 16. Jahrhunderts; † 1589) († 1593?) war Kammersekretär des sächsischen Kurfürsten August in Dresden.

## Leben und Wirken
Johann Jenitz arbeitete als Kammersekretär für Kurfürst August. Später wurde er Kammerrat und Hauptmann des Amts Hohnstein mit Sitz auf Schloss und Kammergut Lohmen. In dieser Funktion war er mehrfach auf administrativen Landesreisen. Von Kurfürst August bekam er am 20. September 1576 als Dank für seine Dienste dieses auch als Vorwerk bezeichnete Gut in Lohmen geschenkt, das seine Nacherben 1590 an Kurfürst Christian I. verkauften.
Am 15. November 1575 erhielt er zusammen mit dem Kammermeister Hans Harrer ein Privileg zur Herstellung der Farbsubstanz Saflor aus Wismuterz von Schneeberg.
Am 27. Oktober 1576 verkaufte er die neuerbaute Papiermühle am Wesenitzbach in Lohmen an Hieronymus Schaffhirt. 1582 bestand die Kurfürstliche Verwaltung aus dem Statthalter Graf Burckhardt zu Barby, Kammermeister Hans Harrer, Hauszeugmeister Paul Buchner und Johann Jenitz als Kammersecretarius.
Seine zweite Ehefrau hieß Catharina, ihr Epitaph findet in der Fachliteratur Erwähnung. Seine erste Ehefrau Margarethe starb zwanzigjährig und war die Tochter des Melchior Trost.

## Nachleben
Auf einen Epitaph in Leipzig in der St. Thomaskirche findet sich der Hinweis 1893. Noch vor seinem Ableben erschien 1888 eine (Münz)-Medaille.

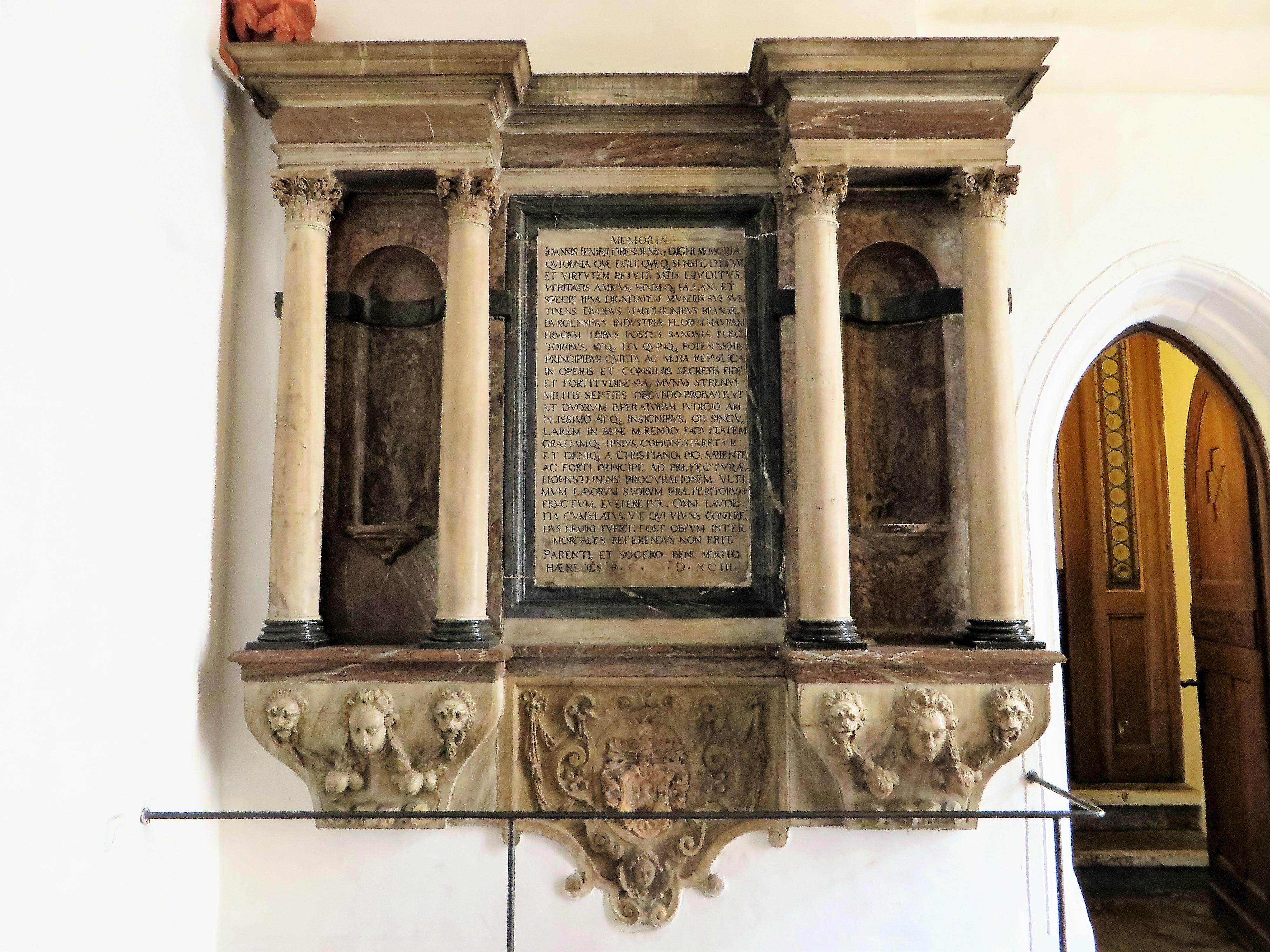
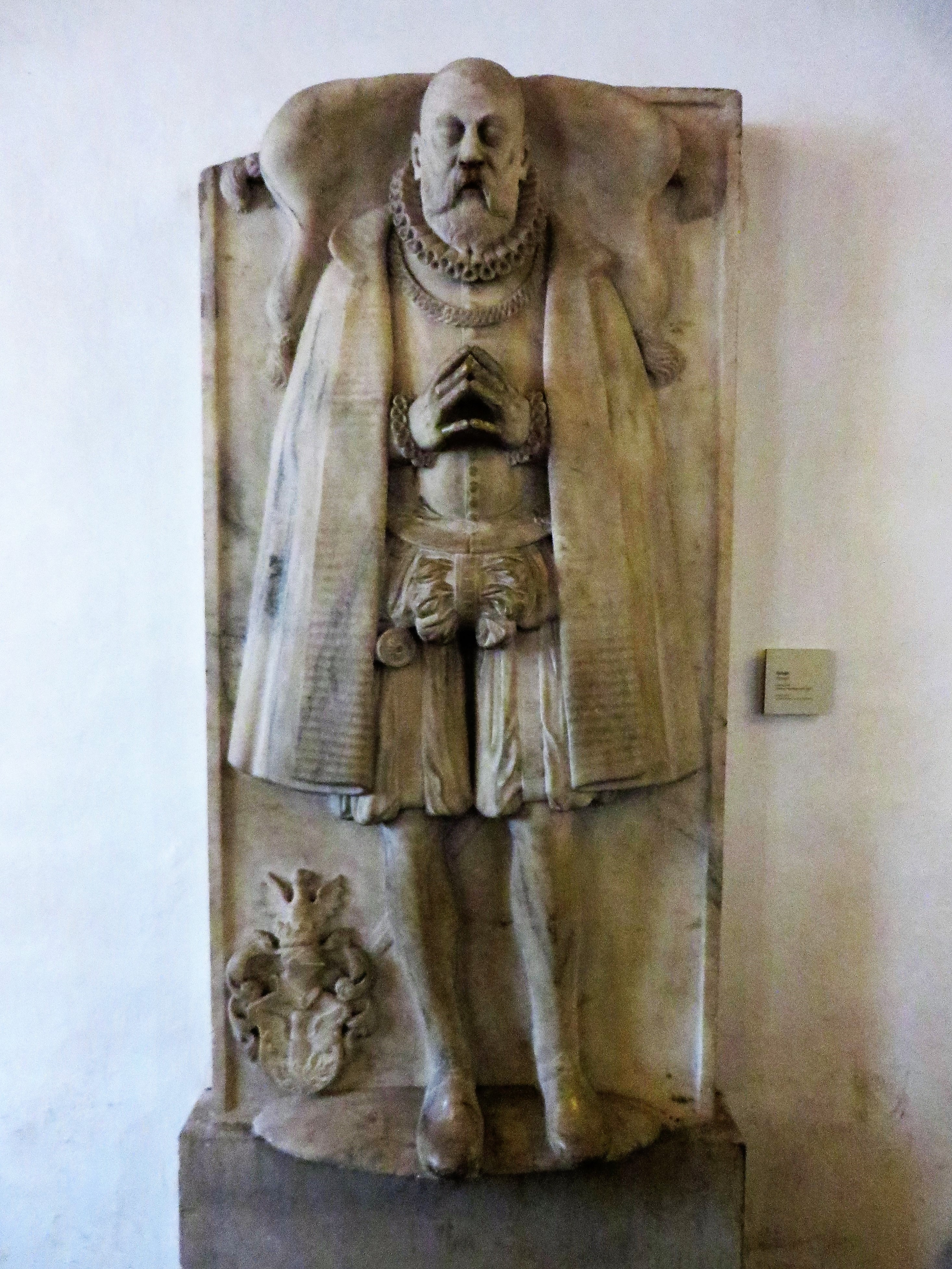